# Abild Sogn
Abild Sogn (dt.: Abel) ist eine Kirchspielsgemeinde (dän. Sogn) in Nordschleswig, heute in der Region Syddanmark, Dänemark. Sie liegt nördlich der Stadt Tønder (deutsch Tondern) und knapp 10 km nördlich der deutsch-dänischen Grenze. Ab 1970 gehörte sie zur Tønder Kommune (deutsch Kommune Tondern) und wurde 2007 Teil der vergrößerten Tønder Kommune.

## Gemeindegebiet
Das Areal der Gemeinde liegt auf der hier schwach hügeligen schleswigschen Geest. Die höchste Erhebung bei Kongsbjerg (deutsch Königsberg) beträgt 25 Meter über NN, doch betragen die tatsächlichen Höhenunterschiede in der Landschaft selten mehr als 5 Meter. Der Boden ist meist von leichter Art. Nur in der Umgebung des Kirchdorfs und des nördlich davon gelegenen Söllstedt ist er fruchtbarer. Diese beiden Orte bilden auch die Siedlungsschwerpunkte des Kirchspiels, während die übrigen Wohnplätze ziemlich verstreut liegen.
Die Kirchspielsgemeinde Abild hat eine Grundfläche von 52,84 km² und etwa 1103 Einwohner, davon 536 im Ort Abild selbst (Stand 1. Januar 2023). In der preußischen Zeit von 1867 bis 1920 war sie in fünf Landgemeinden aufgeteilt:
- Abel (dän. Abild, 1330 Apæld) mit den Wohnplätzen Abitzkjer (Abildskær), Steinhof (Stengaard), Washington und Westergaard
- Söllstedt (dän. Sølsted, 1231 Sylstedt, 1348 Silfsted genannt) mit den Wohnplätzen Blauberg (Blåbjerg), Holm, Kohoi, Nyland und Porremose
- Tüchschau (dän. Tyvse, 1548 Tyufshodt, später Tykskov) mit den Wohnplätzen Hummelhof (Humlehave) und Klienburg (Klinborg)
- Höxlund (dän. Høgslund, 1365 Høxlundt, d. i. „Habichtshain“) mit den Wohnplätzen Königsberg (Kongsbjerg, 1503 Kunghenszberghe) und Traustedt (Travsted) und den Kolonistenstellen Dammhaus (Damhus), Friedrichsgabe (Frederiksgave), Jesperlund und Trilde
- Wennemoos (dän. Vennemose) mit den Wohnplätzen Abelgaard (Abildgaard), Brodersgaard, Lykgaard, Norstedt (Nørsted), Nyhus und Süder-Wennemoos, sowie dem um 1900 verschwundenen Göhl (Gøl)

## Geschichte

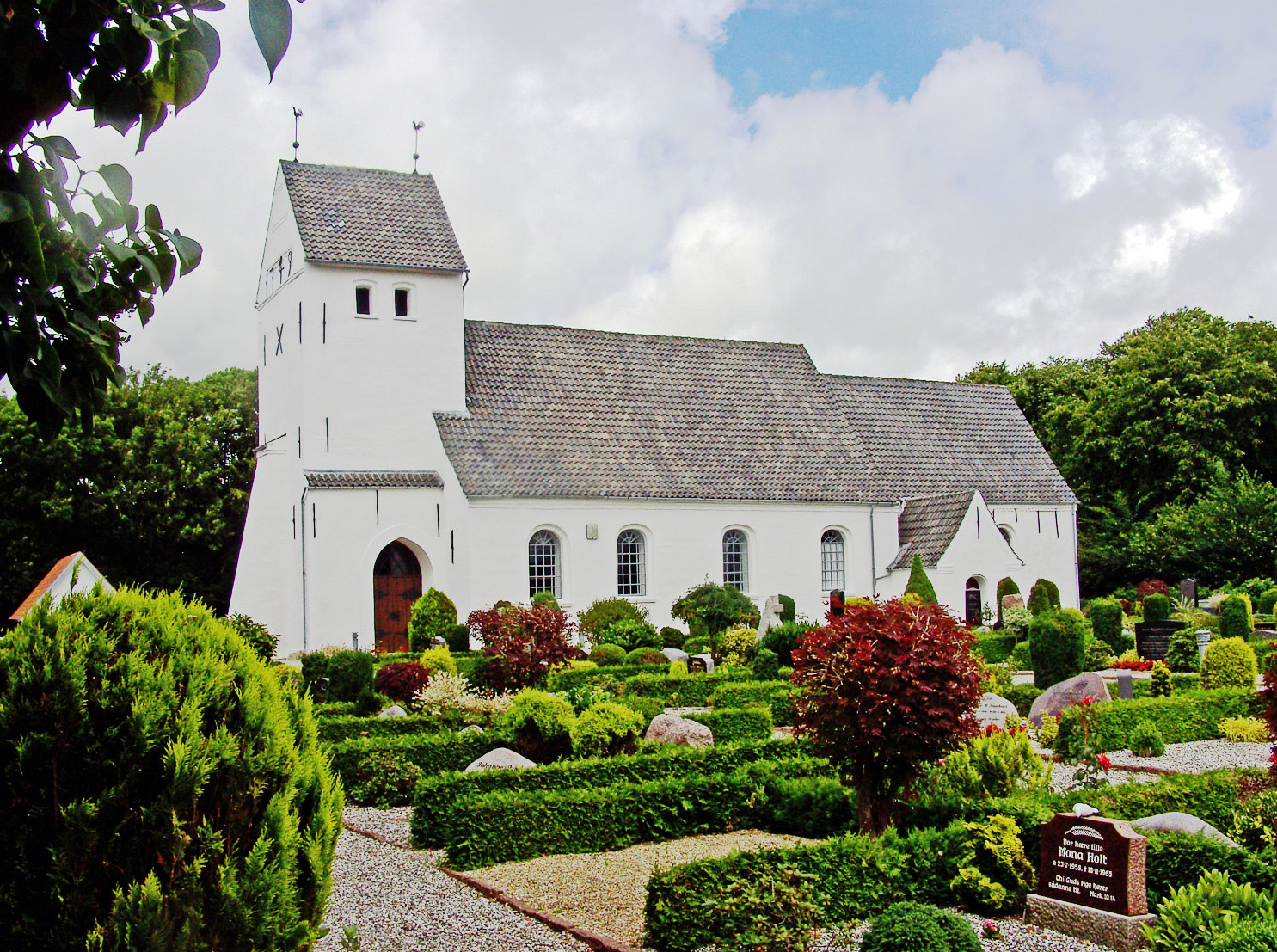
Kirche in Abild

Wie die meisten Kirchen im alten Herzogtum Schleswig wurde auch die Nikolaikirche von Abild im 12. Jahrhundert errichtet. Verwaltungstechnisch gehörte das Kirchspiel zum Ellumsyssel, dessen Zentrum Ellum unweit nördlich des Kirchspiels liegt. Untergerichts- und Polizeidistrikt war zunächst die Højerharde (deutsch Hoyerharde) mit dem weiter westlich gelegenen Højer (deutsch Hoyer) als Hauptort. Als diese durch die Erwerbung der mittleren Kirchspiele um Møgeltønder (deutsch Mögeltondern) durch den Bischof von Ribe (deutsch Ripen) geografisch geteilt wurde, machte sich der östliche Teile mit Abild als Tønderharde (deutsch Tonderharde) selbständig. Im 14. Jahrhundert verlor der Ellumsyssel seine Bedeutung, als die Ämter aufstiegen. Abild gehörte zum Amt Tønder (deutsch Amt Tondern).
Der Bischof von Ribe erwarb jedoch auch einige Stellen im Kirchspiel Abild. Auch das Kloster Løgum und das im Nachbarkirchspiel Hostrup gelegene adelige Gut Solvig erwarben im Mittelalter Besitzungen in Abild, so dass es dort insgesamt vier verschiedene Gerichtsbarkeiten gab. Die Ribener Besitzungen gehörten sogar zum Königreich Dänemark und nicht zum Herzogtum Schleswig.
Nach der Reformation wurde das Kloster Løgum (deutsch Lügum) aufgehoben. Dessen Besitzungen bildeten jedoch auch fortan eine administrative Einheit als weltliches Amt Løgumkloster (deutsch Lügumkloster). Dazu gehörte auch weiterhin und bis 1864 der Streubesitz im Kirchspiel Abild, der mit einigen weiter westlich gelegenen Streubesitzungen die Vogtei Abild bildete. Die Besitzungen von Solvig wurden 1724 wieder der Harde unterstellt, blieben jedoch hinsichtlich der Wirtschafts- und Finanzverwaltung mit den übrigen Streubesitzungen als Kommune Solvig ebenfalls bis 1864 bestehen. 1544–1581 gehörte Abild (mit Ausnahme der ripener Besitzungen) zum Haderslebener Herzogtum unter Johann dem Älteren, danach bis 1713 zu Gottorf.
Im 19. Jahrhundert geriet das Kirchspiel Abild wie das gesamte Herzogtum Schleswig in den Sog des Nationalismus. Die Bewohner waren überwiegend Dänisch geprägt, doch die unmittelbar südlich gelegene Stadt Tønder (deutsch Tondern) schloss sich der deutsch-schleswig-holsteinischen Seite an. 1864 fiel das gesamte Kirchspiel Abel mit Schleswig an Preußen. 1867 wurde das Amt Tønder (deutsch Amt Tondern) zum preußischen Kreis Tondern umgeformt, und Abild wurde einer neuen Hardesvogtei Tondern unterstellt, die 1871 zur Hardesvogtei Wiesby gelegt wurde.
1889 wurden die schleswigschen Hardesvogteien durch einheitliche Amtsbezirke ersetzt. Der bis 1920 bestehende Amtsbezirk Abel umfasste neben dem gesamten Kirchspiel auch die Gemeinden des Landkirchspiels Tondern, nämlich Twedt und Groß und Klein Emmerschede.
Bei der Volksabstimmung über die staatliche Zugehörigkeit am 10. Februar 1920 stimmten im Kirchspiel Abild 402 Personen für Dänemark und 219 für Deutschland. Ab dem 15. Juni 1920 war Abild eine dänische Kirchspielslandgemeinde. 1970 wurde sie Teil der Kommune Tønder im Sønderjyllands Amt.

## Sehenswürdigkeiten
- Nikolaikirche, 12. Jahrhundert, romanisch, aus Ziegelsteinen, wertvoller spätgotischer Altar
- einige alte Höfe und Katen in den teilweise recht verstreut liegenden Dörfern
- Byfest (Stadtfest)  Anfang Juni

## Verkehr
Die ursprüngliche Marschbahn berührt das Gemeindegebiet nur im Südwesten, der nächste Haltepunkt findet sich im westlichen Nachbarkirchspiel Visby.
Sowohl das Kirchdorf als auch Søllstedt liegen an der Hauptstraße A 11. Diese ist die Fortsetzung der Grünen Küstenstraße nach Norden und bildet die Hauptverkehrsader des westlichen Landesteils. Nördlich von Abild zweigt die A 25 nach Kolding ab.